# نيكولاس هيوز
نيكولاس هيوز (بالإنجليزية: Nicholas Hughes)‏ هو عالم أمريكي، ولد في 17 يناير 1962 في North Tawton ‏ في المملكة المتحدة، وتوفي في 16 مارس 2009 في فيربانكس في الولايات المتحدة بسبب شنق.